# Diether Roeder von Diersburg (Offizier, 1882)
Diether Egenolf Oskar Friedrich Ferdinand Freiherr Roeder von Diersburg (* 20. Dezember 1882 in Potsdam; † 10. Juli 1918 in der Nordsee) war ein deutscher Marineoffizier der Kaiserlichen Marine.

## Leben

### Herkunft
Diether Roeder von Diersburg entstammte der Adelsfamilie Roeder von Diersburg. Er war der einzige Sohn vom späteren Generalleutnant Diether Roeder von Diersburg und seiner Ehefrau Edith, geb. Rodewald auf Feldheim (* 1857). Sein Onkel war Adolf Roeder von Diersburg.

### Werdegang
Diether Roeder von Diersburg trat, nachdem er im Kadettenkorps in Potsdam, Darmstadt und Groß-Lichterfelde ausgebildet worden war, am 7. April 1900 als Seekadett in die Kaiserliche Marine ein. Von 1904 bis 1906 war er als Wachoffizier auf Torpedobooten eingesetzt. Am 29. September 1905 wurde er Oberleutnant zur See. Bis 1908 schloss sich ein Einsatz aus der erneut in Dienst gestellten Niobe und dem Kanonenboot Iltis beim Kreuzergeschwader in Ostasien an. 1909 wurde er erstmalig Torpedobootkommandant, kam dann aber als Referent zur Torpedoinspektion. Am 22. März 1910 wurde er Kapitänleutnant. Später war er bis August 1914 Kommandant des Torpedobootes S 127, übernahm dann für einen Monat das Kommando über V 26. Als Ende August 1914 die Magdeburg bei der Insel Odensholm, vor der estnischen Nordküste, auf Grund lief, kam er – die Magdeburg war bereits unter russisches Feuer geraten – mit V 26 zur Evakuierung der Besatzung hinzu. Anfang wurde V 26 noch für Freischleppversuche eingesetzt. Der dritte Versuch wurde aber abgebrochen und die Evakuierung des Schiffes angeordnet. Mit seinem Torpedoboote konnte von Diersburg 220 Mann retten.
Bis Februar 1915 war er Kommandant von G 132. Anschließend war er bis Dezember 1917 Chef der 20. Torpedoboots-Halbflottille und zugleich Kommandant von S 141. Bis zu seinem Tod war er, die 20. Torpedoboots-Halbflottille war aufgelöst worden, Chef der 13. Torpedoboots-Halbflottille.
Am 10. Juli 1918 war die Halbflottille zur Sicherung einer Minensuchstichfahrt der 7. Geleit-Halbflottille in der Nähe des Doggerbank-Süd-Feuerschiffs eingesetzt. Das Torpedoboot S 62 erhielt kurz nach 20 Uhr einen Minentreffer. Daraufhin entschied von Diersburg zu ankern, um eine Rettung der Besatzung durchführen zu können. Nachdem der Anker des Flottillenführerbootes S 66 gelichtet worden war, lief dieses ebenfalls auf eine Mine und sank sofort. Ein Teil der Besatzung, unter ihnen war auch von Diersburg, konnten durch das Führerboot der 7. Geleit-Halbflottille A 79 gerettet werden. In der Nacht um 1 Uhr lief A 79 aber auch auf eine Mine und sank mit der gesamten Besatzung.
Von Diersburgs Grab befindet sich auf dem Friedhof der „Vang Kirke“ in der Kommune Thisted auf Vendsyssel-Thy in Nordjütland, Dänemark.

### Ehrung
Die Kriegsmarine benannte 1937 das Typschiff ihrer Klasse Zerstörer 1936, den Zerstörer Z 17 Diether von Roeder, nach ihm.